# Ананьин, Яков Ананьевич
Я́ков Ана́ньевич Ана́ньин (1740 — начало XIX века) — русский архитектор, первый нижегородский губернский архитектор (1782—1793).

## Биография
Яков Ананьевич Ананьин родился в 1740 году в Санкт-Петербурге в семье каменщика. В 1744 году он начал обучаться строительному делу у зодчего В. Растрелли и был зачислен в Контору от строения царских дворцов и садов. В 1755 году Ананьин участвовал в возведении 3-го (деревянного) и 4-го (существующего ныне) Зимних дворцов. В 1764 году ему поручается строительство по проекту А. Ф. Кокоринова и Ж.-Б. Валлен-Деламота здания Академии трёх знатнейших художеств. Яков Ананьевич не только блестяще выполнил поручение, но и внёс в проект много новаций.
С 1771 года Яков Ананьевич работал в Ораниенбауме и в Москве. С 1773 года он возводил по проектам И. Е. Старова в Богородицке и Бобриках под Тулой дворцы-усадьбы А. Бобринскому. В сентябре 1779 году Ананьин был назначен на должность первого в истории Нижнего Новгорода губернского архитектора. Он принимал активное участие в градостроительных преобразованиях и застройке городов Нижегородского наместничества, организовал местное производство кирпича и извести.
Ананьин разработал проекты и построил в Нижнем Новгороде комплекс зданий гостиного двора, присутственные места (1782—1785), вице-губернаторский дом-дворец (1786—1788), банковскую контору (1786), два корпуса гарнизонных казарм, церковь Всех Святых (1783), резиденцию нижегородского епископа Дамаскина и его жилой дом (1786—1786), усадьбу купца М. А. Костромина на улице Большой Покровской. Благодаря Ананьину были сохранены и отремонтированы стены и башни Нижегородского кремля.
Интенсивная работа подорвала здоровье зодчего. В 1794 году он подал прошение об отставке.
Несмотря на заявления Филатова Н. Ф., Яков никогда не строил в Торжке и Николай Львов к себе его не приглашал. Известная путаница произошла с его однофамильцем Федором Федоровичем Ананьиным, чей портрет изначально считался портретом Якова Ананьевича.